# Only Fools and Horses
Only Fools and Horses é uma série de televisão britânica criada e escrita por John Sullivan. Sete temporadas foram originalmente transmitidas pela BBC One no Reino Unido, de 1981 a 1991, com dezesseis especiais de Natal exibidos até o final do programa em 2003. Aclamada pelo público e crítica, a série recebeu inúmeros prêmios, incluindo o BAFTA, National Television Awards e o Royal Television Society. Foi eleita a melhor sitcom da Grã-Bretanha em uma pesquisa da BBC em 2004. Em uma pesquisa do Channel 4 em 2001, Del Boy (personagem interpretado por David Jason) ficou em quarto lugar na lista dos "100 Maiores Personagens da TV".

## Elenco
- David Jason... Derek 'Del Boy' Trotter
- Nicholas Lyndhurst... Rodney Trotter
- Roger Lloyd Pack... Trigger
- Buster Merryfield... Uncle Albert Trotter
- John Challis... Boycie
- Kenneth MacDonald... Mike Fisher

## Recepção
Only Fools and Horses é um dos seriados mais populares do Reino Unido. Foi um dos dez programas de televisão mais assistidos do ano no Reino Unido em 1986, 1989, 1990, 1991, 1992, 1993, 1996, 2001, 2002 e 2003. A trilogia de Natal de 1996 de "Heroes and Villains", "Modern Men" e "Time on Our Hands" foram os mais assistidos do programa. Os dois primeiros atraíram 21,3 milhões de espectadores, enquanto o terceiro episódio - na época considerado o último - alcançou 24,3 milhões, uma audiência recorde para uma comédia britânica. Episódios reprisados também atraem milhões de espectadores, fazendo com que a BBC recebesse críticas por repetir o programa com muita frequência.
Only Fools and Horses ganhou o prêmio BAFTA de melhor série de comédia em 1985, 1988 e 1996, e foi nomeado em 1983, 1986, 1989, 1990 e 1991, e ganhou o prêmio do público em 2004. David Jason recebeu BAFTAs por seu papel de Del Boy em 1990 e 1996. A série ganhou um National Television Awards em 1997 como série de comédia mais popular. Jason ganhou dois prêmios individuais, em 1997 e 2002. No British Comedy Awards, o programa foi nomeado melhor sitcom da BBC em 1990, e recebeu o prêmio do Publico em 1997. Também ganhou o prêmio de melhor comédia da Royal Television Society em 1997 e dois prêmios Television and Radio Industries Club Awards de melhor programa de comédia do ano, em 1984 e 1997. John Sullivan recebeu o prêmio de comédia do Writers 'Guild of Great Britain em 1997.

## Exibição nos países lusófonos

### Portugal
A série nunca foi transmitida pela televisão portuguesa. Excertos de alguns episódios foram incluídos no DVD Grandes Momentos de Comédia, editado pela Prisvideo em 2007.

## Adaptações

### Portugal
A série O Fura-Vidas é uma adaptação portuguesa de Only Fools and Horses produzida pela S.P. Filmes e transmitida pela SIC entre 1999 e 2001.